# 崎村祐丞
崎村 祐丞（さきむら ゆうすけ、1998年6月27日 - ）は、福岡県出身の元プロサッカー選手。ポジションは、フォワード（FW）。

## 来歴
中学校時代からアビスパ福岡の下部組織に所属（同期に冨安健洋）。2013年からは各年代別の日本代表でプレーした。
2017年、トップチームへ昇格した。
2018年、オーバートレーニング症候群と診断され長期離脱し、翌2019年1月末にクラブ・本人両者合意の元退団した。

## 所属クラブ
ユース経歴
- 千代サッカークラブ
- アビスパ福岡U-15
- アビスパ福岡U-18（九州産業大学付属九州高等学校）

プロ経歴
- 2017年 - 2018年  アビスパ福岡

## 個人成績
| 国内大会個人成績 | 国内大会個人成績 | 国内大会個人成績 | 国内大会個人成績 | 国内大会個人成績 | 国内大会個人成績 | 国内大会個人成績 | 国内大会個人成績 | 国内大会個人成績 | 国内大会個人成績 | 国内大会個人成績 | 国内大会個人成績 |
| 年度             | クラブ           | 背番号           | リーグ           | リーグ戦         | リーグ戦         | リーグ杯         | リーグ杯         | オープン杯       | オープン杯       | 期間通算         | 期間通算         |
| 年度             | クラブ           | 背番号           | リーグ           | 出場             | 得点             | 出場             | 得点             | 出場             | 得点             | 出場             | 得点             |
| 日本             | 日本             | 日本             | 日本             | リーグ戦         | リーグ戦         | リーグ杯         | リーグ杯         | 天皇杯           | 天皇杯           | 期間通算         | 期間通算         |
| ---------------- | ---------------- | ---------------- | ---------------- | ---------------- | ---------------- | ---------------- | ---------------- | ---------------- | ---------------- | ---------------- | ---------------- |
| 2017             | 福岡             | 32               | J2               | 0                | 0                | -                | -                | 0                | 0                | 0                | 0                |
| 2018             | 福岡             | 32               | J2               | 0                | 0                | -                | -                | 0                | 0                | 0                | 0                |
| 通算             | 日本             | 日本             | J2               | 0                | 0                | -                | -                | 0                | 0                | 0                | 0                |
| 総通算           | 総通算           | 総通算           | 総通算           | 0                | 0                | -                | -                | 0                | 0                | 0                | 0                |

## 代表歴
- U-16日本代表
  - カスピアンカップ2013（2013年）
- U-17日本代表
  - 第11回国際ユーストーナメント（U‐17）Inミンスク2015（2015年）[5]